# Raimondo Manzini (giornalista)
Raimondo Manzini (Lodi, 18 febbraio 1901 – Roma, 14 gennaio 1988) è stato un giornalista, politico e intellettuale italiano.

## Biografia
Compiuti gli studi a Milano, iniziò a militare nel movimento cattolico. La Compagnia di San Paolo lo chiamò a dirigere due periodici, «Il Carroccio» e «La Festa».
A partire dal 1927 diresse per 33 anni il quotidiano bolognese L'Avvenire d'Italia di Bologna, dove divenne in breve tempo molto noto e stimato, anche per non avere mai piegato la testa alle imposizioni del fascismo. Durante l'occupazione tedesca il giornale si autosospese, per poi riprendere le pubblicazioni con la stessa testata e lo stesso direttore. 
Mantenne la direzione dell'Avvenire anche quando fu eletto nel consiglio nazionale della Democrazia Cristiana (1945) e divenne membro dell'Assemblea Costituente (1946). Eletto deputato per le prime tre legislature (1948-1963), ricoprì il ruolo di Sottosegretario alla presidenza del Consiglio nel Governo Scelba. Rinunciò, con grande sacrificio, alla carriera politica quando venne chiamato da papa Giovanni XXIII a dirigere L'Osservatore Romano, mantenendo l'incarico dal 1960 fino al 1978. Venne sostituito nella carica di deputato da Giuseppe Babbi. Fu presidente dell'Associazione internazionale della stampa e dell'Unione cattolica stampa italiana.

Raimondo Manzini (a sinistra) con il senatore Raffaele Ottani

A vent'anni dalla morte fu ricordato da un suo successore alla direzione dell'Osservatore Romano, Giovanni Maria Vian.
Scriveva con enorme facilità in modo brillante e spiritoso. Nel 1947 sposò Maria Crocco, figlia dello scienziato Gaetano Arturo Crocco.

## Opere
- Il ferro e l'olivo, 1928
- Dialoghi col mondo, 1941
- Fedeli infedeli, 1978
- Unità dei cattolici, 1982